# Tessa
Tessa este o comună rurală din departamentul Dosso, regiunea Dosso, Niger, cu o populație de 19.734 de locuitori (2001).